# Astrid Glenner-Frandsen
Astrid Glenner-Frandsen (født 11. april 1993) er en dansk atlet medlem af Københavns IF og fra 2020 Sparta Atletik.
Glenner-Frandsen dimitterede fra Rysensteen Gymnasium 2013, har gået på Gerlev Idrætshøjskole og gik 2017-2018 på UC Santa Barbara.
Glenner-Frandsen var med på det danske 4 x 100 meterhold som blev nummer otte ved stafet-VM i Yokohama, Japan 2019 og satte dansk rekord med 43,90. Den danske kvartet bestod derudover af Ida Karstoft, Mette Graversgaard og Mathilde Kramer (til finalen var Karstoft skadet og erstattet af Louise Østergaard).
6. juni 2019 slog Glenner-Frandsen med tiden 11,39 i +1.9 m/s vind den 36-årige danske rekord på 100 meter på 11,42 (0,9) sat af Dorthe A. Rasmussen i 1983. Hun løb tiden i indledende heat ved et stævne i Skara i Sverige, i finalen løb hun 11,33 men med for meget vind på +2.6 m/s.
I 2021 satte hun dansk rekord på 60 meter med først 7,33 sekunder i februar 2021,
siden til 7,32 sekunder ved EM i Toruń den 7. marts 2021.

## Danske mesterskaber
- Sølv 2019 60 meter-inde
- Bronze 2018 200 meter
- Bronze2018 100 meter
- Sølv 2017 100 meter
- Bronze 2017 200 meter

## Personlige rekorder
Udendørs
- 100 meter: 11,39 (2019 Dansk rekord)[5][4]
- 150 meter: 17,94 (2018)
- 200 meter: 23,93 (2019)

Indendørs
- 50 meter: 6,73 (2017)
- 60 meter: 7,32 (2021 Dansk rekord)[4]
- 200 meter: 24,18 (2019)